# Zastava Salvadora
Zastava Salvadora usvojena je 27. rujna 1972. Dvije plave pruge predstavljaju Tihi ocean i Atlantski ocean. Bijela pruga predstavlja mir. 
Postoje još dvije alternativne verzije zastave. Na jednoj se nalazi grb, a na drugoj riječi: Dios unio libertad (Bog, unija, sloboda). Zastavu s grbom koriste vlada i vladine organizacije, a druga verzija koristi se u civilne svrhe. 
U razdoblju od 1865. do 1912. korištena je druga zastava, slična zastavi SAD-a. Međutim, sadašnja zastava ponovo je usvojena 1912. godine.
- Civilna i alternativna državna zastava Salvadora
- Civilna i alternativna državna zastava Salvadora
- Zastava Salvadora u razdoblju od 1865. do 1912.